# Chalcidius
Chalcidius ou Calcidius est un philosophe néoplatonicien du IVe siècle. Il a traduit une partie du Timée de Platon en latin, jusqu'à 53 c, accompagné d'un commentaire.

## Ouvrage
Son commentaire reprend la plus grande partie du chapitre Astronomie de l'Exposition des connaissances mathématiques utiles à la lecture de Platon de Théon de Smyrne.
Il y expose les connaissances astronomiques au Ier siècle et, à côté des modèles d'Eudoxe et d'Hipparque, le modèle attribué à Héraclide du Pont, qui fait circuler Aphrodite autour du Soleil.
Le Moyen Âge n'a connu de Platon que ce livre, jusqu'en 1158 (quand Henri Aristippe traduisit en latin le Ménon et le Phédon) : « C'est à travers Chalcidius que se concevra l'Âme du monde comme perspective trinitaire évoquée par les chartrains Bernard de Chartres, Thierry de Chartres, ainsi que la notion d'univers clos ordonné (universitas) ». Le livre fut imprimé par Johannes Meursius, à Leyde, en 1617, in-4. Il y a débat quant à la datation, certains commentateurs situant l'ouvrage au IVe siècle. Il est dédié à Osius qui, pour certains, serait évêque de Cordoue, acteur important du concile de Nicée (325). Pour Jan Hendrik Waszink, Chalcidius serait un milanais de la fin du IVe siècle.

### LeTiméede Chalcidius
- Timaeus a Calcidio translatus commentarioque instructus (1re moitié du Ve siècle ; vers 380 selon P. Courcelle)[4], éd. par J.H. Waszink, Leyde, éd. Brill, coll. "Plato Latinus" n° 4, 1962.
- Calcidius, Commentaire au Timée de Platon, éd. et trad. Béatrice Bakhouche, Vrin, 2012, 2 vol.

### Études
- Béatrice Bakhouche, « Lectures médiévales de l’harmonie musicale de l’âme selon Platon (Timée 35 b-36 b) : l’influence de Calcidius », Revue de Musicologie, t. 98, no 2,‎ 2012, p. 339-362 (lire en ligne)
- Béatrice Bakhouche, « La théorie de la vision chez Calcidius (IVe siècle) entre géométrie, médecine et philosophie », Revue d'histoire des sciences, t. 66, no 1,‎ 2013, p. 5-31 (lire en ligne)
- Michel Huglo, « Recherches sur la tradition des diagrammes de Calcidius », Scriptorium, t. 62, no 2,‎ 2008, p. 185-230 (lire en ligne)
- (en) J. C. M. Van Winden, Calcidius on Matter. His Doctrine and Sources, Leyde, éd. Brill, 1965.
- (en) J. den Boeft, Calcidius on Fate. His Doctrine and Sources, Leyde, éd. Brill, 1970.
- (en) Peter Dronke, The Spell of Calcidius. Platonic concepts and images in the Medieval West, Florence, Edizioni del Galluzzo, 2008.